# Takashi Kano
Takashi Kano (jap. 加納 孝 Kano Takashi; ur. 31 października 1920, zm. 4 czerwca 2000) – japoński piłkarz, reprezentant kraju.

## Kariera klubowa
Jako piłkarz grał w klubie Waseda WMW.

## Kariera reprezentacyjna
W reprezentacji Japonii zadebiutował 7 marca 1951 w meczu przeciwko reprezentacji Iranu. W reprezentacji Japonii występował w latach 1951–1954. W sumie w reprezentacji wystąpił w 7 spotkaniach.

## Statystyki
| Reprezentacja Japonii | Reprezentacja Japonii | Reprezentacja Japonii |
| Rok                   | Mecze                 | Gole                  |
| --------------------- | --------------------- | --------------------- |
| 1951                  | 3                     | 0                     |
| 1952                  | 0                     | 0                     |
| 1953                  | 0                     | 0                     |
| 1954                  | 4                     | 2                     |
| Razem                 | 7                     | 2                     |